# سوت کدبوری
سوت کدبوری (به انگلیسی: South Cadbury) یک روستا در بریتانیا است که در South Cadbury and Sutton Montis واقع شده‌است. سوت کدبوری ۲۸۴ نفر جمعیت دارد.